# Олифант (прам, 1718)
«Олифант» (от нем. Elefant — слон) — прам Балтийского флота Российской империи, участник Северной войны.

## Описание судна
Парусно-гребной прам с деревянным корпусом, построенный в Санкт-Петербургском адмиралтействе. Длина судна составляла от 35,36—35,4 метра, ширина — 10,7 метра, а осадка 1,9—1,91 метра. Вооружение судна по сведениям из различных источников могли составлять от 36 до 40 орудий, а экипаж состоял из 130 человек.

## История службы
Прам «Олифант» был заложен на стапеле Санкт-Петербургского адмиралтейства 20 (31) января 1717 года и после спуска на воду 7 (18) мая 1718 года вошёл в состав Балтийского флота России. Строительство вёл корабельный мастер в чине капитана Ф. М. Скляев.
Прам принимал участие в Северной войне 1700—1721 годов. В кампанию 1718 года совершил переход из Кронштадта в Гельсингфорс. В апреле следующего 1719 года перешёл на ревельский рейд, откуда в июне того же года ушёл в шхеры и где действовал против шведов в составе гребного флота. После окончания операций в шхерах прам пришёл в Або, откуда 18 (29) октября в составе эскадры прамов, гукоров и галиотов перешёл в Гельсингфорс на зимовку.
В кампанию 1720 года в составе эскадры под командованием капитан-командора Яна ван Гофта «Олифант» перешёл в Ревель, откуда больше не выходил в море до конца своей службы и где в 1724 году и был разобран.
Командиром прама «Олифант» в кампанию 1718 года и с июня 1719 года по 1720 год служил капитан 3-го ранга Франц Бон, принятый годом ранее на русскую на службу гамбургский капитан, который в 1719 году в перерыве между командованием прамом также командовал эскадрой кораблей Балтийского флота, состоявшей из двух бомбардирских кораблей, двух прамов и ластовых судов, после чего до июня служил командиром корабля «Виктория», а в 1721 году был уволен с русской службы.